# 樫野凪
樫野 凪（かしの なぎ、9月25日 - ）は、日本の女性声優。宮城県出身。東京俳優生活協同組合、日本プロ麻雀連盟所属。

## 略歴
俳協ボイス59期生。2021年4月1日、東京俳優生活協同組合に所属。
2023年9月28日、AKIBAカルチャーズ劇場がプロデュースする「声優アイドル」総合プロジェクトの「ツボミシンフォニー」およびツボミシンフォニー内のユニット「H4K」に所属。
2024年2月8日、X（旧Twitter）アカウントを開設。同時に日本プロ麻雀連盟40期前期育成会の合格を報告。

## 人物
特技はベース、謎解き作り、英語の発音。趣味は麻雀、脱出ゲーム、アイドルダンス。

## 出演

### テレビアニメ
- スローループ（2022年、男の子）
- BanG Dream! It's MyGO!!!!!（2023年、友人A）
- ワンルーム、日当たり普通、天使つき。（2024年、姉キャラ）
- 全修。（2025年、サリー）

### Webアニメ
- ロマンティック・キラー（2022年、同級生女子）

### ゲーム
- ブラウンダスト（2021年、女騎士ドウェイン[8]）
- けものフレンズ3（2022年、セイウチ[9]）
- 誰ガ為のアルケミスト（2023年、リザ[10]）
- 逆転オセロニア（2024年、エマ）

### その他コンテンツ
- 直木賞作家×YOASOBI『はじめての』プロジェクトPV（2022年）[11]
- 「D&D × JAPAN アーティストプロジェクト 第 2 弾・チョモラン」篇（2023年、アトリア・ドーンガード[12]）